# Ana Cepinska
Ana Cepinska Miszczak (Caracas, 11 de abril de 1978) es una actriz, modelo y reina de belleza venezolana, reconocida por haber representado a su país en el certamen de Miss Mundo 1996 y por su posterior carrera como actriz en el cine mexicano.

## Carrera
Cepinska, que mide 1.78 metros de altura, compitió en 1996 como Miss Nueva Esparta en el concurso de belleza nacional de su país, Miss Venezuela, obteniendo el título de Miss Mundo Venezuela. Como representante oficial de su país en el certamen Miss Mundo de 1996, celebrado en Bangalore, India, el 23 de noviembre de 1996, ganó el premio Miss Fotogénica y quedó en cuarto lugar como finalista de la eventual ganadora Irene Skliva de Grecia.

### Después de Miss Mundo
Ella ha vivido en México desde 2004 y ha trabajado como actriz de cine y televisión, apareciendo en producciones como Alta infidelidad (2006), Un sueño en la piel (2010) y Libre para amarte (2013). Apareció en la portada de la revista Playboy México en abril de 2007.